# Польша на зимних Олимпийских играх 1992
Польша принимала участие в Зимних Олимпийских играх 1992 года в Альбервиле (Франция) в шестнадцатый раз за свою историю, но не завоевала ни одной медали. Сборную страны представляли 53 спортсмена, в том числе 12 женщин, соревнующиеся в девяти видах спорта. Это была самая многочисленная делегация Польши на Зимней олимпиаде за все предыдущие годы участия.

## Горнолыжный спорт
Мужчины
| Спортсмен         | Дисциплина        | Заезд 1 | Заезд 2 | Заезд 3 | Итог    | Итог  |
| Спортсмен         | Дисциплина        | Время   | Время   | Время   | Время   | Место |
| ----------------- | ----------------- | ------- | ------- | ------- | ------- | ----- |
| Якуб Мальчевский  | Супергигант       |         |         |         | DNF     | -     |
| Якуб Мальчевский  | Гигантский слалом | 1:15.86 | 1:14.81 |         | 2:30.67 | 52    |
| Якуб Мальчевский  | Слалом            | 1:00.59 | DNF     |         | DNF     | -     |
| Марцин Шафранский | Супергигант       |         |         |         | DNF     | -     |
| Марцин Шафранский | Гигантский слалом | 1:15.06 | 1:12.34 |         | 2:27.40 | 46    |
| Марцин Шафранский | Слалом            | DNF     | -       |         | DNF     | -     |
| Марцин Шафранский | Комбинация        | 1:50.60 | 56.55   | 57.90   | 133.04  | 26    |

Женщины
| Спортсменка | Дисциплина        | Заезд 1 | Заезд 2 | Итог    | Итог  |
| Спортсменка | Дисциплина        | Время   | Время   | Время   | Место |
| ----------- | ----------------- | ------- | ------- | ------- | ----- |
| Эва Загата  | Гигантский слалом | 1:14.56 | 1:14.86 | 2:29.42 | 29    |
| Эва Загата  | Слалом            | DNF     | -       | DNF     | -     |

## Биатлон
Мужчины
| Спортсмен                                            | Дисциплина           | Время     | Промахи | Место |
| ---------------------------------------------------- | -------------------- | --------- | ------- | ----- |
| Збигнев Филип                                        | Спринт               | 27:23.7   | 1       | 16    |
| Збигнев Филип                                        | Индивидуальная гонка | 1’06:40.9 | 7       | 72    |
| Дариуш Козловский                                    | Индивидуальная гонка | 1’04:17.2 | 4       | 58    |
| Кшиштоф Сосна                                        | Спринт               | 28:37.4   | 3       | 46    |
| Кшиштоф Сосна                                        | Индивидуальная гонка | 1’04:24.1 | 7       | 60    |
| Ян Войтас                                            | Спринт               | 28:56.5   | 2       | 56    |
| Ян Земянин                                           | Спринт               | 27:47.2   | 1       | 29    |
| Ян Земянин                                           | Индивидуальная гонка | 1’01:44.7 | 4       | 32    |
| Дариуш Козловский Ян Земянин Ян Войтас Кшиштоф Сосна | Эстафета             | 1’27:56.7 | 0       | 9     |

Женщины
| Спортсменка                                  | Дисциплина           | Время     | Промахи | Место |
| -------------------------------------------- | -------------------- | --------- | ------- | ----- |
| Зофия Келпинская                             | Спринт               | 28:39.7   | 4       | 50    |
| Зофия Келпинская                             | Индивидуальная гонка | 1’03:15.1 | 11      | 62    |
| Кристина Либерда                             | Спринт               | 29:39.9   | 7       | 60    |
| Кристина Либерда                             | Индивидуальная гонка | 1’02:57.2 | 8       | 59    |
| Халина Питонь                                | Спринт               | 28:11.7   | 4       | 40    |
| Халина Питонь                                | Индивидуальная гонка | 56:07.2   | 4       | 20    |
| Агата Сузская                                | Спринт               | 28:23.6   | 3       | 46    |
| Агата Сузская                                | Индивидуальная гонка | 59:30.2   | 6       | 46    |
| Агата Сузская Зофия Келпинская Халина Питонь | Эстафета             | 1’24:07.5 | 4       | 14    |

## Лыжные гонки
Мужчины
| Спортсмен          | Дисциплина             | Гонка классическим стилем | Гонка классическим стилем | Гонка свободным стилем | Гонка свободным стилем | Финал     | Финал |
| Спортсмен          | Дисциплина             | Время                     | Место                     | Время                  | Место                  | Время     | Место |
| ------------------ | ---------------------- | ------------------------- | ------------------------- | ---------------------- | ---------------------- | --------- | ----- |
| Веслав Цемпа       | 10 км классическая     | н/д                       | н/д                       | н/д                    | н/д                    | 32:13.9   | 63    |
| Веслав Цемпа       | 15 км преследование    | 32:13.9                   | 63                        | 40:16.2                | 40                     | 1:12:29.2 | 48    |
| Веслав Цемпа       | 30 км классическая     | н/д                       | н/д                       | н/д                    | н/д                    | 1:32:25.4 | 52    |
| Веслав Цемпа       | 50 км свободным стилем | н/д                       | н/д                       | н/д                    | н/д                    | 2:15:06.7 | 32    |
| Анджей Пиотровский | 10 км классическая     | н/д                       | н/д                       | н/д                    | н/д                    | 31:56.9   | 57    |
| Анджей Пиотровский | 15 км преследование    | 31:56.9                   | 57                        | 40:32.9                | 42                     | 1:12:28.9 | 47    |
| Анджей Пиотровский | 30 км классическая     | н/д                       | н/д                       | н/д                    | н/д                    | 1:34:32.9 | 61    |
| Анджей Пиотровский | 50 км свободным стилем | н/д                       | н/д                       | н/д                    | н/д                    | 2:20:32.9 | 48    |

Женщины
| Спортсменка                                                                     | Дисциплина             | Гонка классическим стилем | Гонка классическим стилем | Гонка свободным стилем | Гонка свободным стилем | Финал     | Финал |
| Спортсменка                                                                     | Дисциплина             | Время                     | Место                     | Время                  | Место                  | Время     | Место |
| ------------------------------------------------------------------------------- | ---------------------- | ------------------------- | ------------------------- | ---------------------- | ---------------------- | --------- | ----- |
| Бернадетта Бочек-Пиотровская                                                    | 5 км классическая      | н/д                       | н/д                       | н/д                    | н/д                    | 15:47.4   | 36    |
| Бернадетта Бочек-Пиотровская                                                    | 10 км преследование    | 15:47.4                   | 36                        | 27:41.3                | 20                     | 43:28.3   | 27    |
| Бернадетта Бочек-Пиотровская                                                    | 15 км классическая     | н/д                       | н/д                       | н/д                    | н/д                    | 46:18.6   | 24    |
| Бернадетта Бочек-Пиотровская                                                    | 30 км свободным стилем | н/д                       | н/д                       | н/д                    | н/д                    | 1:31:44.3 | 23    |
| Дорота Квасны                                                                   | 5 км классическая      | н/д                       | н/д                       | н/д                    | н/д                    | 15:16.5   | 24    |
| Дорота Квасны                                                                   | 10 км преследование    | 15:16.5                   | 24                        | 27:52.7                | 22                     | 43:08.7   | 21    |
| Дорота Квасны                                                                   | 15 км классическая     | н/д                       | н/д                       | н/д                    | н/д                    | 47:44.4   | 35    |
| Халина Новак-Гунька                                                             | 5 км классическая      | н/д                       | н/д                       | н/д                    | н/д                    | 16:56.1   | 55    |
| Халина Новак-Гунька                                                             | 10 км преследование    | 16:56.1                   | 55                        | 28:36.4                | 35                     | 45:32.4   | 44    |
| Халина Новак-Гунька                                                             | 30 км свободным стилем | н/д                       | н/д                       | н/д                    | н/д                    | 1:31:56.2 | 25    |
| Катажина Попелух                                                                | 15 км классическая     | н/д                       | н/д                       | н/д                    | н/д                    | 48:45.3   | 38    |
| Катажина Попелух                                                                | 30 км свободным стилем | н/д                       | н/д                       | н/д                    | н/д                    | DNF       | DNF   |
| Малгожата Ручала                                                                | 5 км классическая      | н/д                       | н/д                       | н/д                    | н/д                    | 15:57.9   | 40    |
| Малгожата Ручала                                                                | 10 км преследование    | 15:57.9                   | 40                        | DNS                    | DNS                    | DNF       | DNF   |
| Малгожата Ручала                                                                | 15 км классическая     | н/д                       | н/д                       | н/д                    | н/д                    | 47:36.3   | 14    |
| Малгожата Ручала                                                                | 30 км свободным стилем | н/д                       | н/д                       | н/д                    | н/д                    | 1:31:47.6 | 24    |
| Малгожата Ручала Дорота Квасны Бернадетта Бочек-Пиотровская Халина Новак-Гунька | Эстафета 4×5 км        | н/д                       | н/д                       | н/д                    | н/д                    | 1:03:23.0 | 10    |

## Фигурное катание
| Спортсмен          | Дисциплина                | Обязательная программа | Произвольная программа | Сумма мест | Место |
| ------------------ | ------------------------- | ---------------------- | ---------------------- | ---------- | ----- |
| Гжегож Филиповский | Одиночное мужское катание | 13                     | 10                     | 13.5       | 11    |
| Зузанна Швед       | Одиночное женское катание | 23                     | 19                     | 30.5       | 19    |

## Хоккей
В отборочном туре Польша попала в группу А, где потерпела пять поражений в пяти матчах.
- Швеция 7:2 Польша
- Финляндия 9:1 Польша
- Италия 7:1 Польша
- США 3:0 Польша
- Германия 4:0 Польша

В утешительном раунде Польша проиграла Швейцарии 2:7 и выиграла у Италии 4:1, заняв итоговое 11 место.

## Санный спорт
| Спортсмены                    | Дисциплина       | Заезд 1 | Заезд 1 | Заезд 2  | Заезд 2 | Итог     | Итог  |
| Спортсмены                    | Дисциплина       | Время   | Место   | Время    | Место   | Время    | Место |
| ----------------------------- | ---------------- | ------- | ------- | -------- | ------- | -------- | ----- |
| Лешек Сарейко Адриан Пжечевка | Мужчины (двойки) | 47.127  | 15      | 1:07.927 | 20      | 1:55.054 | 20    |

## Лыжное двоеборье
Лыжное двоеборье включало в себя прыжки с нормального трамплина (три попытки, две лучшие в зачёт) и лыжную гонку на 15 км с задержкой старта в зависимости от результатов прыжков с трамплина.
| Спортсмен           | Прыжки с трамплина | Прыжки с трамплина | Лыжная гонка    | Лыжная гонка | Итог  | Итог |
| Спортсмен           | Очков              | Место              | Задержка старта | Время        | Место |      |
| ------------------- | ------------------ | ------------------ | --------------- | ------------ | ----- | ---- |
| Стефан Хабас        | 191.8              | 33                 | +4:04.7         | 50:18.1      | 25    |      |
| Станислав Уступский | 202.6              | 18                 | +2:52.7         | 46:56.2      | 8     |      |

## Прыжки с трамплина
| Спортсмен          | Дисциплина       | Прыжок 1   | Прыжок 1 | Прыжок 2   | Прыжок 2 | Итого | Итого |
| Спортсмен          | Дисциплина       | Расстояние | Очки     | Расстояние | Очки     | Очки  | Место |
| ------------------ | ---------------- | ---------- | -------- | ---------- | -------- | ----- | ----- |
| Збигнев Климовский | Высокий трамплин | 87.5       | 55.0     | 91.0       | 62.9     | 117.9 | 49    |

## Конькобежный спорт
Мужчины
| Спортсмен        | Дисциплина | Финал    | Финал |
| Спортсмен        | Дисциплина | Время    | Место |
| ---------------- | ---------- | -------- | ----- |
| Павел Абраткевич | 500 м      | 38.74    | 31    |
| Павел Абраткевич | 1000 м     | 1:17.40  | 28    |
| Павел Ярошек     | 1000 м     | 1:17.82  | 32    |
| Павел Ярошек     | 1500 м     | 1:57.80  | 16    |
| Яромир Радке     | 5000 м     | 7:18.40  | 16    |
| Яромир Радке     | 10000 м    | 14:42.60 | 14    |

Женщины
| Спортсменка                | Дисциплина | Финал   | Финал |
| Спортсменка                | Дисциплина | Время   | Место |
| -------------------------- | ---------- | ------- | ----- |
| Эва Василевская-Борковская | 1000 м     | 1:24.28 | 18    |
| Эва Василевская-Борковская | 1500 м     | 2:09.64 | 14    |
| Эва Василевская-Борковская | 3000 м     | 4:44.56 | 24    |